# Onthophagus namnaoensis
Onthophagus namnaoensis es una especie de insecto del género Onthophagus, familia Scarabaeidae, orden Coleoptera.

## Historia
Fue descrita científicamente por Masumoto, Ochi & Hanboonsong en 2002.